# Paolo Morelli (scrittore)
Paolo Morelli (Roma, 1951) è uno scrittore italiano.

## Biografia
Paolo Morelli è nato e vive a Roma. A metà degli anni '70 fa parte del gruppo jazz Folk Magic Band con il quale incide un lp per la FonitCetra.  Negli anni '70 partecipa alla vita della rivista di satire Il Male, sceneggiando e dirigendo il fotoromanzo Un'idea è l'amante mia, alla quale esperienza fa seguire quella di autore e attore teatrale di Cavalli di battaglia e L'alba di Ferruccio Gardner, tutti e tre con Victor Cavallo. È anche redattore delle riviste Guida Poetica Italiana e Poetical e fra gli organizzatori del I e II Festival internazionale dei Poeti di Roma. Negli anni '80 studia sceneggiatura con Ugo Pirro e Leo Benvenuti e cura una trasmissione radiofonica sulla Rivoluzione Francese nell'ambito di RomaEuropaFestival. Collabora a Il cavallo di Troia.
Negli anni '90 lavora come critico cinematografico e letterario per i periodici Movie magazine, Farevideo e Next. Nel 1993 vince il Premio Haiku dell'Istituto Giapponese di Cultura. Dal 1994 al 1997, con Gianni Celati, Ermanno Cavazzoni e altri è redattore dell'almanacco letterario Il semplice, edito da Feltrinelli. Partecipa alla rassegna Ricercare di Reggio Emilia. Collabora a l'immaginazione.
Nel 2007 partecipa all'invenzione del settemestrale di "letteratura comparata al nulla" l'accalappiacani presso DeriveApprodi ed., dal quale si distacca due anni dopo. Collabora a varie riviste on-line, tra le quali Zibaldoni, Minima & Moralia, Nazione Indiana, oppure Alfabeta2, Alias, Blowup, Tèchne.
È studioso di cinese e ha tradotto opere di Pseudo-Omero, Zhuang Zi, Lao Zi, Rabelais, Stevenson. Dal 2002 al 2012 ha curato per il quotidiano il manifesto una rubrica di calcio dal titolo Profondo Viola.
Nel 2000, 2001 e 2012 organizza le rassegne di letture letterarie  Parentele Fantastiche  e relative antologie. Come performer, dal 1996 al 2004 ha curato lo spettacolo Animali Parlanti (con G. Anzini, U. Cornia. A. Gianolio, I. Levrini, P. Nori, M. Valentini). Nel 2000 è alla Fondazione San Carlo di Modena con Una lingua per non farsi capire. Del 2007 è Natale di Roma, con Renato Nicolini e Marilù Prati. Nel 2009, 2012 cura Jazzcéline, un omaggio a L. F. Céline col musicista M. Verrone. Del 2015 è A passo di Walser, nel senso di Robert, con il contrabbassista Roberto Bellatalla. Del 2015 al 2020 la serie delle Letture strampalate alla libreria Fahrenheit 451 di Roma. Cura la collana di narrativa quisiscrivemale dell'editore Exòrma.

## Opere principali
- Chi ama muore, Roma, 1992.
- Quattro notti mai successe, Il Bimestre, Roma 2002.
- Vademecum per perdersi in montagna, nottetempo, Roma, 2003. ISBN 88-7452-009-3 (nuove edizioni, giugno 2017, giugno 2019. ISBN 978-88-7452-674-1); (e-book nottetempo, 2014); (edizione francese Guide pour se perdre en montagne, Guérin ed., Chamonix, 2006).
- Er Ciuanghezzù (ner paese der Gnente), nottetempo, Roma, 2004. ISBN 88-7452-042-5.
- Classifica di notti gagliarde, Jouvence, Roma, 2006. ISBN 88-7801-403-6.
- Caccia al Cristo, DeriveApprodi, Roma, 2010. ISBN 978-88-89969-90-8 (edizione francese La chasse au Christ, Guérin ed., Chamonix, 2010).
- Il trasloco, nottetempo, Roma, 2010. ISBN 978-88-7452-243-9.

- Racconto del fiume Sangro, Quodlibet, Macerata 2013. ISBN 978-88-7462-529-1.
- Leopardi e il mistero della scrittura cinese, (e-book), Zibaldoni, Angri 2013. ISBN 978-88-98297-10-8
- L'arte del fallimento (audiolibro), Sossella, Bologna 2014. ISBN 978-88-97356-16-5.
- Né in cielo né in terra, Exòrma, Roma 2016, ISBN 978-88-98848-26-3.
- Da che mondo è mondo, nottetempo, Roma 2017, ISBN 978-88-7452-676-5.
- La postura del guerriero (addestramento etico e altre modeste proposte), Luca Sossella editore, Bologna 2020, ISBN 978-8832231-14-4.
- Più di là che di qua, Miraggi Edizioni, Torino 2021, ISBN 978-88-3386-073-2.
- In viaggio con Gianni, Celati, TIC edizioni, Roma 2021, ISBN 978-88-9896-041-5.
- Ridondanze, Exòrma, Roma 2022, ISBN 978-88-31461-46-7.
- Sragionamenti sull'anarchia, Italo Svevo editore, Trieste-Roma 2023, ISBN 978-88-99028-79-4.
- La vera vita di Margarito d'Arezzo, artista, Exòrma, Roma 2025, ISBN 978-88-31461-74-0.

## Opere collettive
- Di tutto quel che abbiamo non ci manca niente, Addio, in AA.VV. I Parlamenti,Testo originale, Empiria, Roma, 2012. ISBN 978-88-96218-29-7.
- Elogio delle guerre, in AA.VV., Per Robert Walser, Zibaldoni e altre meraviglie (e-book), luglio 2013.
- La terra della prosa (narratori italiani degli anni Zero. 1999-2014), a cura di Andrea Cortellessa, L'orma editore, aprile 2014. ISBN 978-88-98038-34-3.
- Di necessità virtù, in AA.VV. Cento Lunedì a Regina Coeli, Robin, Roma 2014 (Feltrinelli 2020).
- I libri impossibili, in AA.VV., 12 apostati - 12 critici dell'ideologia italiana (a cura di Filippo La Porta), Enrico Damiani editore, sett. 2015. ISBN 978-88-99438-08-1.
- Mannaggia alla Maiella!, in AA.VV., Con gli occhi aperti (a cura di Andrea Cortellessa), Exòrma, maggio 2016. ISBN 978-88-98848-30-0.
- Meravigliarsi come bambini (con Armando Massarenti, Achille Varzi), Castelvecchi, Roma 2017, ISBN 978-88-6944-642-9.
- Fatalità, in AA.VV. Nuovo Dizionario affettivo della lingua italiana (a cura di M. B. Bianchi, Giorgio Vasta), Fandango, maggio 2019. ISBN 978-88-6044-609-1.
- Animali non addomesticabili (con G. Sartori, M. Magliani), Exòrma, Roma 2019, ISBN 978-88-98848-97-3.
- Route des Gardes, al 25 ter, in AA.VV., Douce France, a cura di Filippo La Porta, Gremese, Roma 2021, ISBN 978-88-6692-128-8.
- Ricetta di Natale, 1971, in AA.VV., Buon Natale Perfidia, Exòrma, Roma 2023, ISBN 978-88-31461-59-7.

## Traduzioni
- Wie evig ist Rom?, in AA.VV., Rom, eine literarische Einladung, Wagenbach, Frankfurt, 1996.

- La nonna di tutte le risse (Batracomiomachia), in AA.VV. Il fior fiore di Zibaldoni e altre meraviglie, Santoro, Lecce, 2004. ISBN 88-900952-4-5.

- Lao Zi. Quello che possiamo fare (il capitolo X del Dao De Jing), Testo a Fronte n. 46, Marcos y Marcos, Milano, 1 semestre 2012.

- F. Rabelais. Predizione pantagruelina per l'anno perpetuo (traduzione e cura, con disegni di Carlo Bordone e una prefazione di Franco Buffoni), Edizioni di Passaggio, Palermo, 2012. ISBN 978-88-97298-08-3.

- R. L. Stevenson. Un tetto per la notte (traduzione e cura), Ibis Edizioni, Pavia 2016. ISBN 978-88-7164-510-0.

- Su Shi. Il battesimo, Testo a fronte n. 61, Marcos y Marcos, Milano, II semestre 2019 (uscita a settembre 2020).

- Yang Wanli. La contrada natale dei sogni (traduzione e cura), Quodlibet, Macerata 2020, ISBN 978-88-229-0499-7.

- René Daumal, Sole, Testo a Fronte n. 63, Olschki, Firenze, I semestre 2023.

- Zhuang Zi. La facoltà d’adattamento. Storia universale dei lecchini, Testo a Fronte n.66-67, Olschki, Firenze, II semestre 2023

## Influenze e stile
"Coi suoi modi quieti e il passo felpato, Morelli è un vero dinamitardo della prosa. In nessuno scrittore d'oggi troviamo all'opera, come in lui, il principio dadaista del 'pensiero che si forma in bocca' (...) Morelli in effetti non fa che straparlare. E così strapensa. Stargli dietro (...) si rivela uno sport estremo: una sfida che non si può non raccogliere". Andrea Cortellessa
"La voce del linguaggio è ossessione antica, in Morelli, che sull'oralità (ma il sostantivo è astratto, lontano) si spende da anni in teoria e soprattutto pratica". Fabio Donalisio
"(...) in Er Ciuanghezzù (nel paese der gnente) compie un atto di fede nel romanesco e traduce il poema cinese Chuang Tzu in una lingua che si plasma in un romano sciamanico, atemporale, iconoclasta perché fiabesco, sapienziale". Christian Raimo
"Soprattutto non scrive un romanzo (e questa è già una prova di carattere e un'intuizione profonda sulla natura dei generi letterari), ma una mormorazione inestinguibile a metà tra romanesco e Thomas Bernhard". Daniele Giglioli
"Un pazzo con lampi di lucidità, oppure uno che scrive come un jazzista. Questo è jazz letterario. Questo è quanto". Gianfranco Franchi
"Traslocare, ci ha insegnato Paolo Morelli in uno dei libri più folli, e più veri degli ultimi anni, è una faccenda pericolosa". Andrea Cortellessa
"Straordinaria è l'intrinseca oralità del linguaggio, che registra tutto il detto, il pensato e il non pensato, tutte le contraddizioni senza apparenti censure (...). In questo ricco tessuto linguistico, ogni sconclusione, divagazione, maniera ha legittimo spazio, fino a creare quel 'linguaggio rumorosamente silenzioso' a cui Morelli consapevolmente tende: con il fine di 'mettere il linguaggio nella condizione di contraddirsi, di mollare la presa sul significato'". Franca Rovigatti
"Dunque, un'esperienza banale e al tempo stesso traumatica come un trasloco diventa qui metafora dell'esistenza, fatta di un trasloco dopo l'altro fino a quello finale e definitivo (...) Libro quindi luttuoso, terminale, 'discenditivo' (avrebbe detto Manganelli), attraversato da cimiteri, bare, carri funebri. E proprio perciò pieno di un humour irresistibile, di chi sa di essere libero dalla speranza e di giocare continuamente con il limite". Filippo La Porta
"Paolo Morelli è uno scrittore morale che si avvale del paradosso e del grottesco per dipingere un mondo che si sta disfacendo e un suo possibile riscatto, attraverso cui si denuda l'assurdo". Carlo Bordini
"Per avere subito un'idea di Racconto del fiume Sangro di Paolo Morelli immaginare Tommaso Landolfi che scrive Walden di Thoreau". Filippo La Porta
"La bellezza del dettato di Morelli sta proprio in quelle metafore e similitudini di cui diffida. Non ne sbaglia una. Per il Tao la memoria dell'acqua siamo noi, l'errore è il discontinuo e la metafora è la cura. Chissà se è vero, ma in Morelli funziona, beato lui" Daniele Giglioli